# Берегова вулиця (Прилуки)
Берегова вулиця — вулиця міста Прилуки, розташована в Центральному мікрорайоні міста, в історичних районах Броварки і Кустівці. Прокладена була в першій половині 19 століття.

## Назва
Свою назву отримала через безпосередню близькість до річки Удай.

## Розташування
Вулиця починається в історичному центрі міста від перетину з вулицею Садовою і пролягає до вулиці Перемоги, де й закінчується.
Перетинає вулиці:
- вулиця Гімназична
- вулиця Котляревського
- вулиця Пушкіна
- Ярмаркова вулиця
- Кустовський провулок
- Михайлівська вулиця
- вулиця Шарапівська
- Петропавлівська вулиця
- 2-й Петропавлівський провулок
- вулиця Житня

## Будівлі, споруди, місця
Забудована приватними будинками. Закінчується будинками № 144 і 171.

## Транспорт
По вулиці проходять автобусний маршрут № 15 і маршрутне таксі № 25. На перетині з вулицею Котляревського зупинка «вул. Берегова», на якій зупиняються автобуси 4, 8, 15 маршрутів і маршрутні таксі 4а і 25.